# 12113 Hollows
12113 Hollows este un asteroid din centura principală de asteroizi.

## Descriere
12113 Hollows este un asteroid din centura principală de asteroizi. A fost descoperit pe 29 iulie 1998 la Reedy Creek de John Broughton. Asteroidul prezintă o orbită caracterizată de o semiaxă mare de 3,00 ua, o excentricitate de 0,11 și o înclinație de 11,7° în raport cu ecliptica.